# Cerkiew Podwyższenia Krzyża Pańskiego w Dołhobrodach
Cerkiew Podwyższenia Krzyża Pańskiego – cerkiew prawosławna, następnie unicka i ponownie prawosławna, w Dołhobrodach, w 1929 rozebrana.

## Historia
Prawosławna cerkiew w Dołhobrodach wzmiankowana jest w XVII w.. W 1701 świątynia ta przeszła do Kościoła unickiego, otrzymując równocześnie uposażenie od władającego miejscowymi dobrami Karola Stanisława Radziwiłła, kanclerza wielkiego litewskiego. W 1740 na jej miejscu wzniesiono nową cerkiew, także unicką, pod tym samym wezwaniem. W 1874 miejscowa parafia zmieniła wyznanie na prawosławne, w związku z przeprowadzaną likwidacją unickiej diecezji chełmskiej. W 1919 budynek został zrewindykowany na rzecz Kościoła rzymskokatolickiego. Dziesięć lat później zdecydowano o jego całkowitej rozbiórce. Na miejscu dawnej cerkwi wzniesiony został istniejący do dziś (pocz. XXI w.) kościół.
Z wyposażenia cerkwi przetrwały dwie późnobarokowe figury aniołów stanowiące pierwotnie część unickiego ołtarza. Zostały one wkomponowane w nowy ołtarz główny.